# Nate Koch
Nathan „Nate“ Koch (* 29. Juni 1986 in Temecula) ist ein US-amerikanischer Bahnradsportler.

## Werdegang
Nate Koch wurde als jüngstes von fünf Kindern in eine sportliche Familie geboren. Er spielte Fußball, Baseball und fuhr auch Rad, aber vor allem war er zunächst als Läufer und Weitspringer aktiv. Schließlich betrieb er auch Zehnkampf und wurde kalifornischer Meister in dieser Sportart. 2008 wechselte er mit einem Sportstipendium zur California State University in Long Beach. Aufgrund von Verletzungen konnte er in zwei Jahren nur einmal in einem Wettkampf starten, war allerdings in seinem zweiten Jahr Team-Kapitän. Er schloss sein Studium der Psychologie ab.
Als Koch während seiner Rehabilitation Fahrrad fuhr, um sein verletztes Kreuzband zu schonen, nahmen ihn befreundete Radsportler 2010 mit auf eine Radrennbahn. Er war auf Anhieb so begeistert, dass er sich entschied, zum Bahnradsport zu wechseln. Bald erklärte er es zu seinem Ziel, sich für die Olympischen Spiele 2016 in Rio de Janeiro zu qualifizieren (was ihm allerdings nicht gelang).
Gemeinsam mit Matthew Baranoski und Kevin Mansker errang Koch 2013 bei den Panamerikameisterschaften die Bronzemedaille im Teamsprint. Zudem errang das Trio gemeinsam die US-Meisterschaft und stellte einen neuen Rekord im Teamsprint auf.
2015 sprang Nate Koch kurzfristig für den verletzten Robert Förstemann beim Berliner Sechstagerennen im Sprintturnier ein. Der „kalifornische Sunnyboy mit Rauschebart und strahlendem Lachen“ avancierte auf Anhieb zum Publikumsliebling. Da er in den Rennen meistens Letzter wurde, wurde er in Zeitungen mit Eddie the Eagle verglichen, als „sagenhafter Verlierer“: „Nicht nur groß sein in der Niederlage, sondern sie richtig abfeiern.“ In der Folge startete er bei mehreren Sechstagerennen, 2017  zum dritten Mal in Berlin.
Koch betreibt im Velo Sports Center in Carson eine Fahrradwerkstatt. Zudem engagiert er sich als Team Nater auf vielfältige Weise, um Bahnradsport in den Vereinigten Staaten populärer zu machen, etwa mit Trainerstunden und eigenem YouTube-Kanal.

## Erfolge
2013
- Panamerikameisterschaft – Teamsprint (mit Matthew Baranoski und Kevin Mansker)
- US-amerikanischer Meister – Teamsprint (mit Matthew Baranoski und Kevin Mansker)